# Srednje
Srednje je naselje v Mestni občini Maribor.